# Wellen und Wogen
Wellen und Wogen ist ein Walzer von Johann Strauss (Sohn) (op. 141). Das Werk wurde am 9. Oktober 1853 im Volksgarten in Wien erstmals aufgeführt.